# (15557) Kimcochran
(15557) Kimcochran (2000 GV) – planetoida z pasa głównego asteroid okrążająca Słońce w ciągu 4,84 lat w średniej odległości 2,86 j.a. Odkryta 2 kwietnia 2000 roku.